# Redutt

Förenklad teckning av en redutt av 1600-talstyp, i skydd bakom ett utanverk.

Redutt (franska: redoute, italienska: ridotto, samlingsställe), är en mindre, fritt liggande, på alla sidor sluten befästning, permanent fäste eller fältskans utan sidoförsvar (flankering), varifrån eld kan ges i alla riktningar. Formen är oftast kvadratisk. Förr begagnades ordet även i betydelse av offentlig dansplats, offentlig bal, maskeradbal.

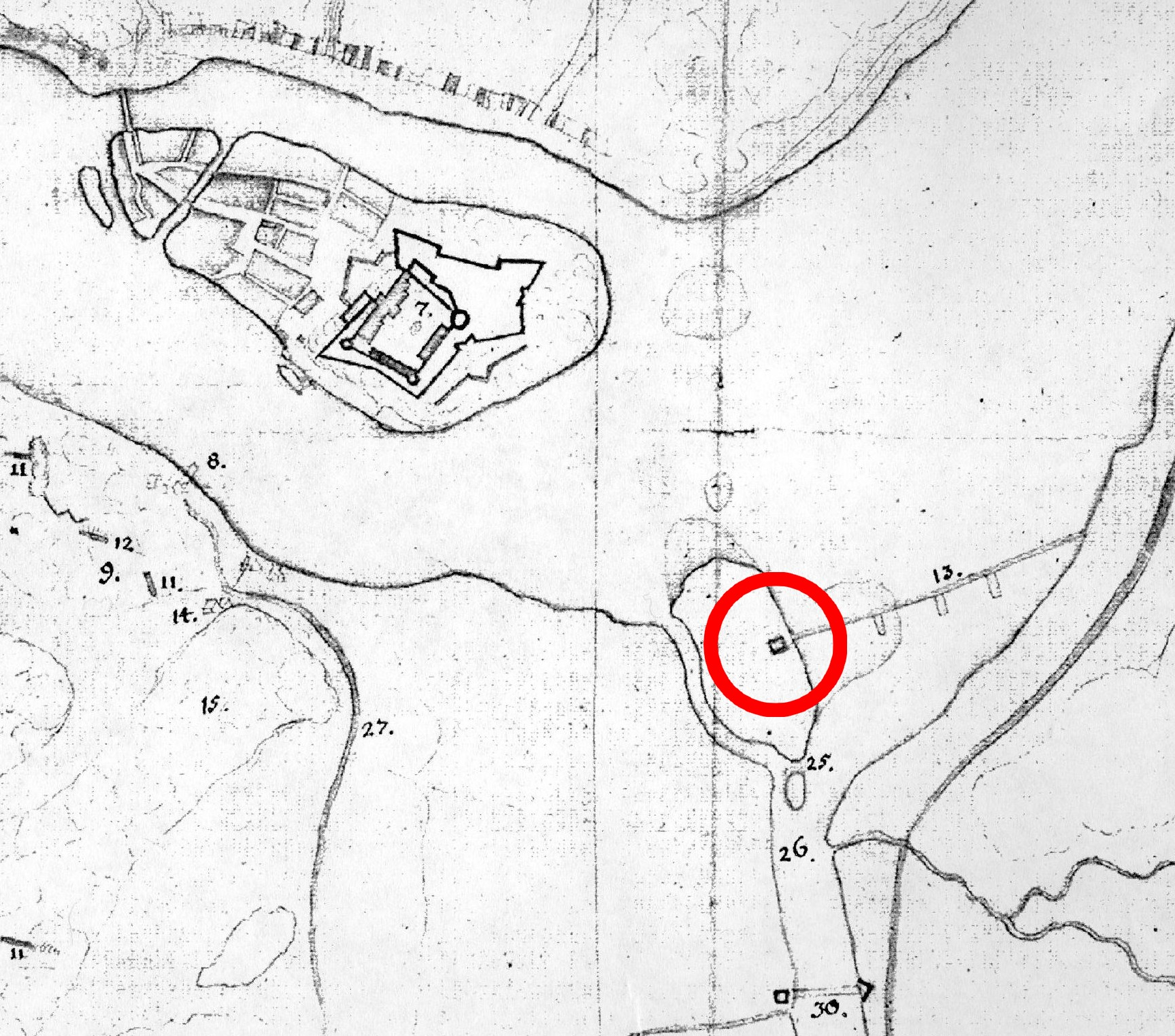
Redutt vid den norska Bohus fästning 1645 som dels vaktar ett sänkverk i Göta älv, och dessutom är en del av fästningens yttre försvar.
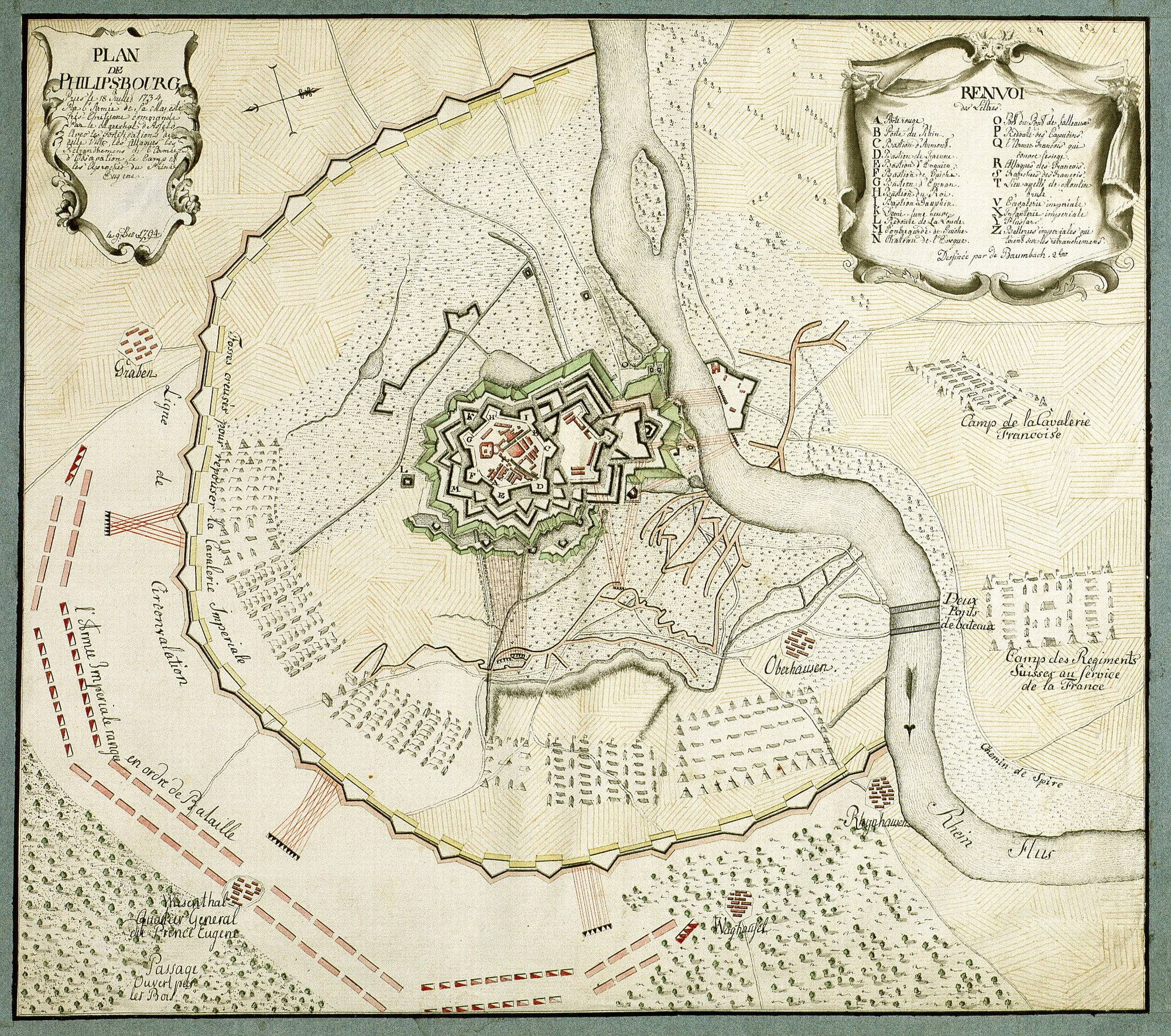
Den av franska trupper belägrade tyska fästningen Philippsburg 1734, där "L" är en redutt.
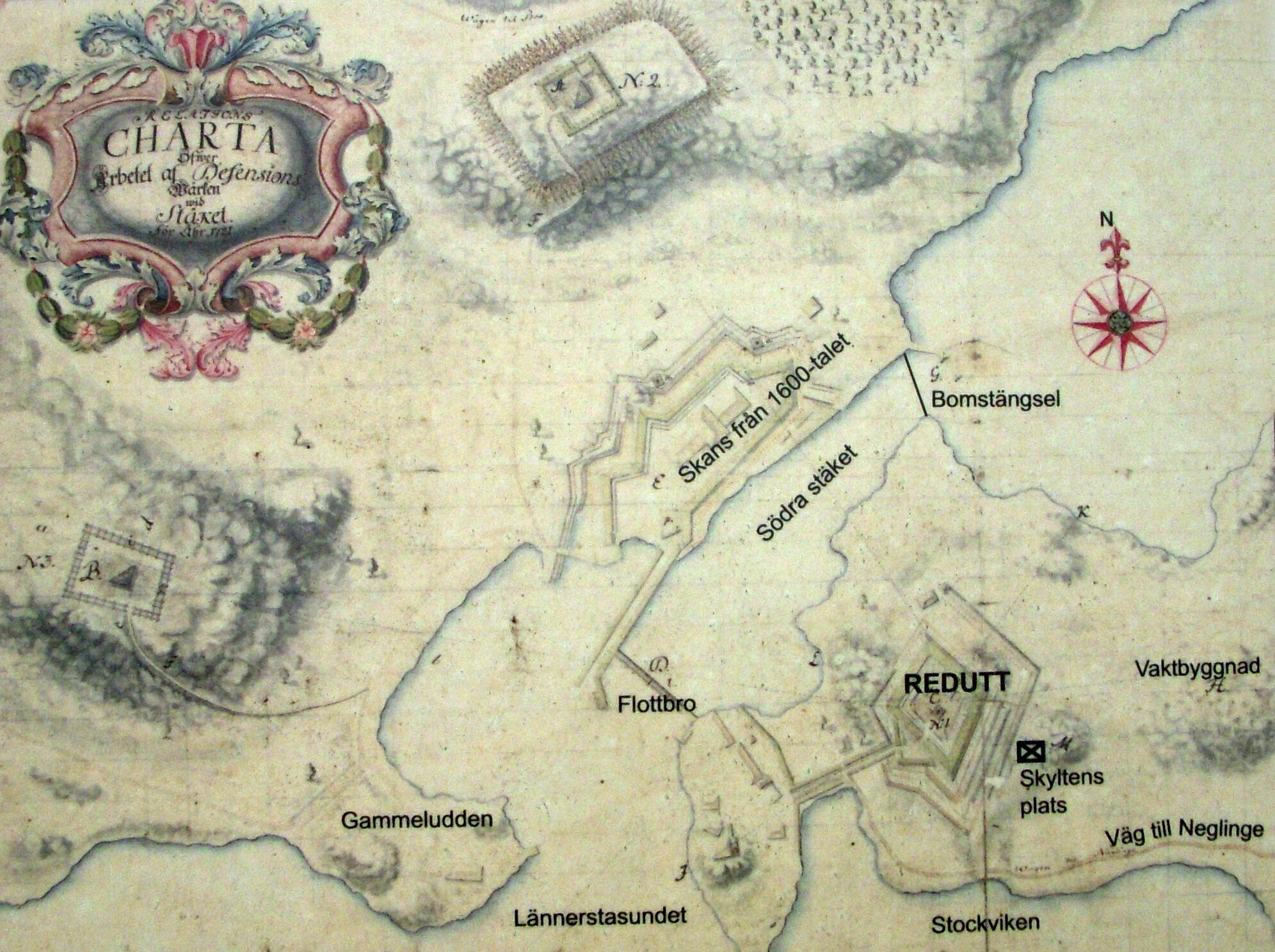
Stäkets redutt, på Krigsarkivets karta från 1721, som en del av försvarsanläggningarna vid Baggenstäket öster om Stockholm.
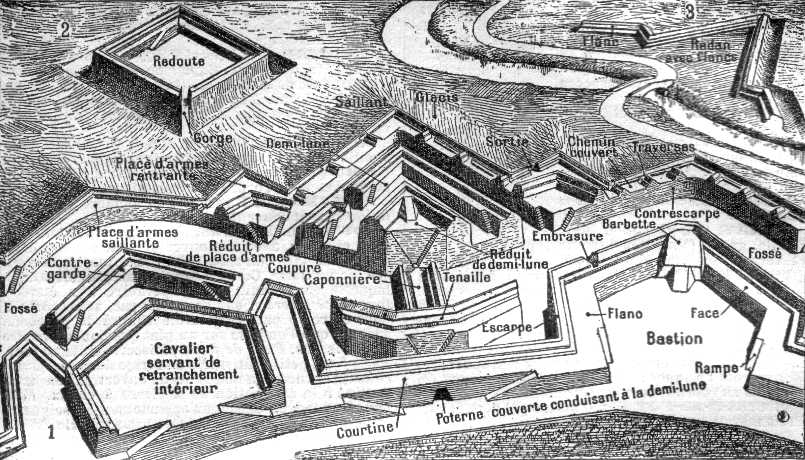
Redutt som detacherat verk, på denna bild över olika benämningar av delar på en bastionsfästning.